# Мый
Мый — река в России, протекает по Гайнскому району Пермского края. Устье реки находится в 80 км по правому берегу реки Тимшор. Длина реки составляет 32 км. В 3,5 км от устья принимает справа свой крупнейший приток Луным.
Исток реки в заболоченном лесном массиве в 15 км к северо-востоку от районного центра, села Гайны. Река течёт на северо-восток, затем поворачивает на юго-восток. Всё течение проходит по ненаселённому заболоченному лесу.

## Притоки (км от устья)
- 3,5 км: река Луным (пр)
- река Лягушонка (лв)
- река Раменка (лв)
- река Берёзовка (лв)
- 20 км: река Кулькар (лв)
- 22 км: река Касьян (лв)

## Данные водного реестра
По данным государственного водного реестра России относится к Камскому бассейновому округу, водохозяйственный участок реки — Кама от истока до водомерного поста у села Бондюг, речной подбассейн реки — бассейны притоков Камы до впадения Белой. Речной бассейн реки — Кама.
По данным геоинформационной системы водохозяйственного районирования территории РФ, подготовленной Федеральным агентством водных ресурсов:
- Код водного объекта в государственном водном реестре — 10010100112111100003468
- Код по гидрологической изученности (ГИ) — 111100346
- Код бассейна — 10.01.01.001
- Номер тома по ГИ — 11
- Выпуск по ГИ — 1